# Castelo de Münzenberg

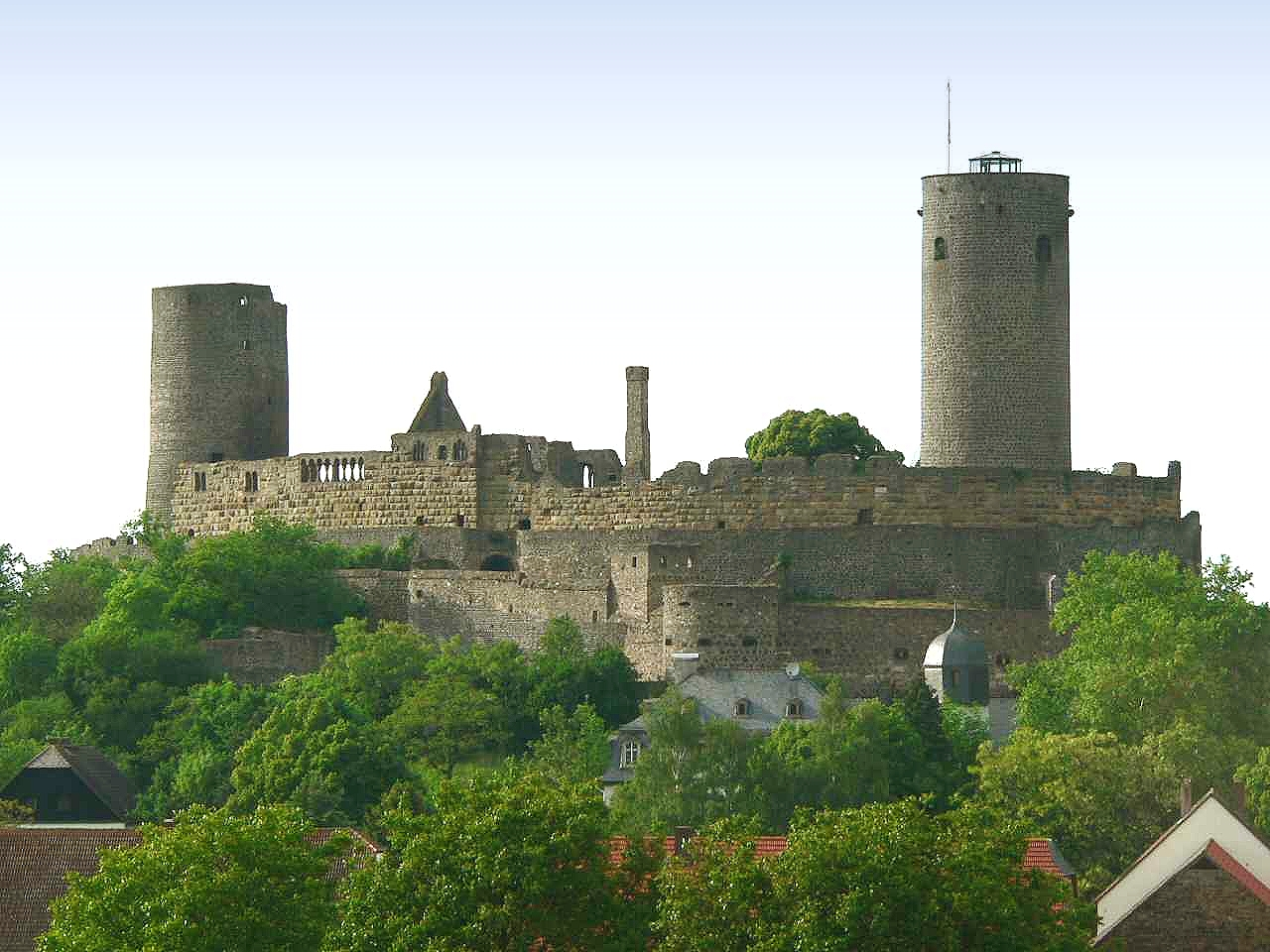
Vista geral do castelo de Münzenberg

O castelo de Münzenberg, também chamado regionalmente de Münzenburg ou Wetterauer Tintenfass, é um castelo alemão conhecido por aquele nome desde 1162. O seu interior contém várias estruturas, entre as quais um palácio actualmente em ruínas. Situa-se a sul da cidade de Münzenberg, no distrito de Wetteraukreis, Estado do Hessen. Juntamente com o Wartburg, é o mais importante castelo datado da Alta Idade Média na Alemanha.

## Localização
As duas torres de menagem do castelo Münzenberg que se elevam acima da cidade podem ser vistas de longe ao cricular nas auto-estradas federais [[Bundesautobahn 45|A 45 e [[Bundesautobahn 5|A 5. Marcam os cantos leste e oeste do castelo principal, construído num rochedo oval de basalto, e destinavam-se a proteger o norte de Wetterau.
O castelo de Münzenberg pode ser alcançado através da saída 36 da A 45 a oeste do Gambacher Kreuz. Um parque de estacionamento para visitantes fica na parte sul do castelo, no Hattsteiner Hof. A partir daqui, um caminho conduz a um portão que leva à Pfortenhaus. Um outro parque de estacionamento está situado abaixo da muralha norte.

## História

### Os Arnsburgo e os Münzenberg

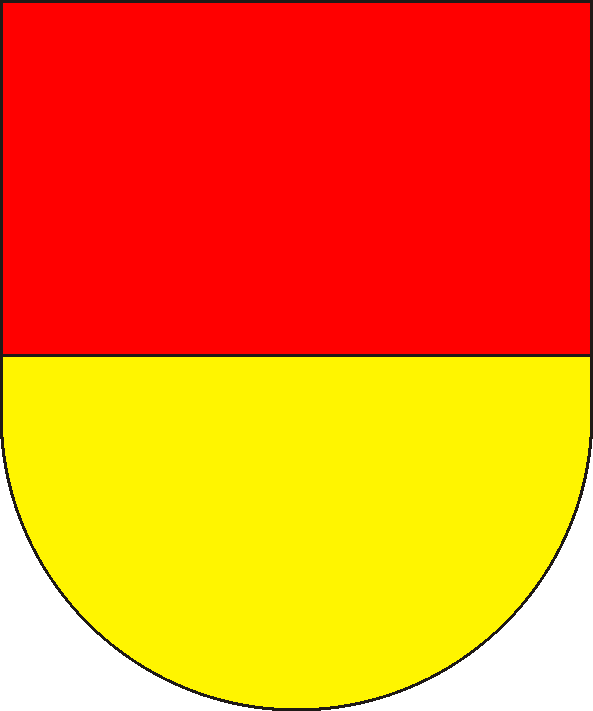
Brasão de armas dos Münzenberg

O castelo de Arnsburgo foi construído por volta do ano 1000, por iniciativa do ministerial saliano Cuno, num esporão da margem escarpada do rio Wetter, não muito para leste da Münzenberg (que se pode traduzir livremente como "montanha das moedas"), perto do antigo Mosteiro Arnsburgo em Lich. Em 1064, Cuno de Arnsburgo, súbdito dedicado de Imperador Henrique III, casou com a Condessa Matilde von Beilstein. A herdeira de ambos, Gertrude de Arnsburgo, casou com Eberardo de Hagen, de Dreieich, tendo este casal elegido o castelo de Arnsburgo como sua residência e tomado para si próprios o nome von Hagen und Arnsburg. Em 1150, o seu neto Conrado II e a esposa deste, Luigarda, doaram a área dum antigo castelo romano perto do seu castelo ao mosteiro beneditino de Altemburgo, que pertencia à Abadia de Fulda. Em compensação, no ano de 1151 receberam de Fulda a desabitada Münzenberg e mudaram a sua sede em 1156 para o recém-construído castelo. O seu filho Cuno I, nascido em 1151, foi chamado logicamente de de Münzenberg. Com o seu nome, o castelo foi mencionado pela primeira vez em 1162 num documento do Imperador Barbarossa.
O desenvolvimento do castelo por Cuno I de Münzenberg a partir de meados da [[década de 1150, e consequentemente da povoação com o mesmo nome a seus pés, certamente só pode ter ocorrido com a tolerância do Imperador Barbarossa e no contexto da política imperial, que queria fazer do Wetterau uma terra imperii, um território imperial. Cuno I acompanhou o Imperador Barbarossa como camareiro real nas suas viagens a Itália e também esteve muitas outras vezes na sua companhia. A sua ascensão a Herrscher über die Wetterau (governante do Wetterau) foi contínua. A sua afeição pelos suevos ficou bem expressa em 1198, durante a luta pelo trono alemão, quando deu o seu apoio a Filipe da Suábia, o irmão do Imperador Henrique VI falecido um ano antes, que se tornou um forte sucessor daquele.
Na época de Cuno I foi erguida uma parte substancia da muralha em volta do núcleo do castelo (Kernburg), o palácio românico, a torre de menagem leste, a portaria com a capela na parte superior e o edifício das cozinhas. O mais tardar em 1174 foi concluída a fase de construção românica, sem que a muralha estivesse acabada. O palácio ainda estava por rebocar e o edifício das cozinhas era um torso. Como Cuno I adquiriu importantes bens e direitos no Wetterau a partir de 1170, a falta de dinheiro pode ter sido a razão do fim súbito da construção no seu castelo. Está confirmado que, em 1174, cedeu a antiga sede da família de Arnsburgo perto de Lich ao Mosteiro de Eberbach, onde se estabeleceram cistercienses.
Cuno I faleceu em 1207. O seu filho único, Ulrico II von Münzenberg, não teve filhos, pelo que com a morte deste, ocorrida em 1255, se extinguiu a linha masculina dos ministeriais imperiais de Münzenberg.

### Os Falkenstein
A herança de Ulrich II foi dividida pelas suas irmãs. Ysegarde von Münzenberg ficou com o direito ao castelo e respectivas terras no seu casamento com Philipp von Falkenstein.
Por volta de 1260 começou um outro período activo de construção sob estes novos senhores do castelo. Quando mais tarde foi erguido o chamado palácio do norte, o edifício das cozinhas foi concluido, a muralha fechada, as divisões existentes aumentadas e foi erguida uma segunda torre de menagem na parte oeste do núcleo do castelo .
A morte prematura de Filipe de Falkenstein, ocorrida em 1270, causou 16 anos de incómodo contínuo, com as, agora dispersas, propriedades herdadas pelas irmãs de Ulrico II a serem novamente reunidas, embora isto tenha sucedido apenas em parte. Duas partes do Weinsberg, assim como Schönberg e Pappenheim, poderão ser recuperadas, enquanto que a parte de Hanau permaneceu com os Senhores de Hanau.
Em 1296, os ministeriais imperiais de Falkenstein finalizaram o castelo de Münzenberg e estabeleceram-se em Lich. Em 1418, com a morte do Arcebispo de Trier Werner von Falkenstein, extinguiu-se a linhagem masculina dos Falkenstein. Os Senhores de Solms herdaram o castelo de Münzenberg, assim como as suas terras .

### Os Solms

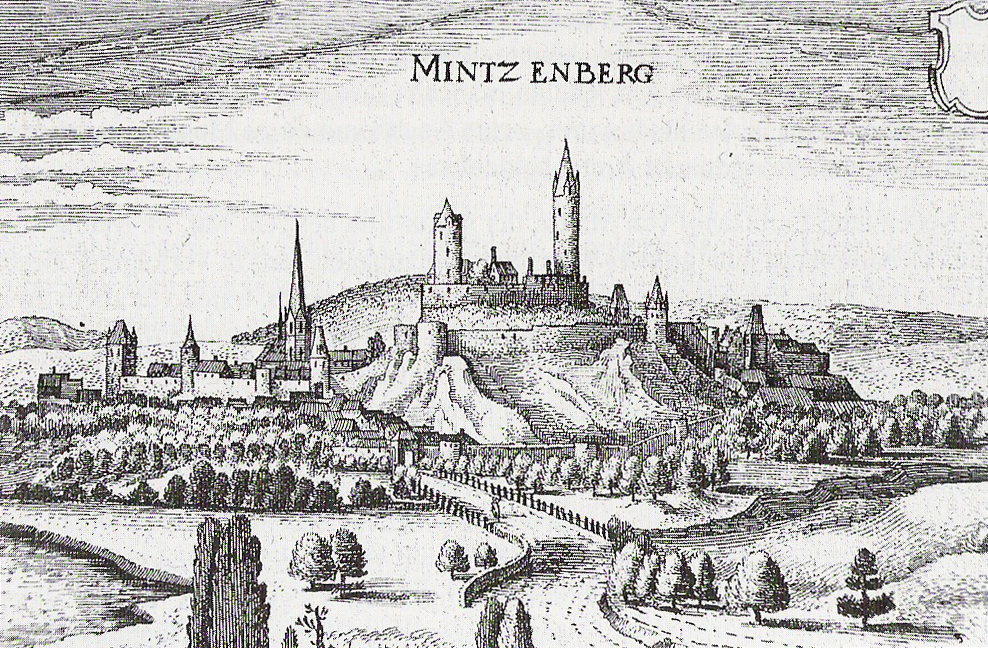
Aspecto do castelo de Münzenberg em 1620, numa gravura de Matthäus Merian

Depois de estar 125 anos vazio, foram anuciadas em 1424 medidas de ampliação e renovação do castelo de Münzenberg. O novo senhor do castelo, Bernhard von Solms-Braunfel, foi o primeiro a erguer uma torre portaria, provavelmente o edifício hoje chamado de Torre do Meio (Mitteltor). Esta foi seguida por uma construção concêntrica com pátio de entrada e pela muralha exterior com um portão da frente. Em 1514, os senhores von Solms-Lich, cuja linhagem se tinha separado recentemente da Braunfelsern e detinha o castelo de Münzenberg, começaram a modificação das partes românicas do castelo no contemporâneo estilo gótico tardio. Além disso, alargaram o túnel sob a capela do castelo para permitir a passagem de carruagens de armas ao núcleo do castelo e acrescentaram uma grande torre de bataria a oeste e quatro pequenas torres de bataria inseridas na muralha exterior. Matthäus Merian desenhou-as cerca de 1620, com o castelo pacificado, ainda com os telhados pontiagudos. Também se pode ver a torre de bataria ocidental e a Portenturm.
A extensão do castelo de Münzenberg para fortaleza reforçada não conseguiu impedir o ataque da Guerra dos Trinta Anos. Em 1621, aquartelaram-se no castelo unidades dos Habsburgo espanhóis, que dali marcharam em 1622 para a Batalha de Fleurus. Finalmente, em 1628, os soldados do Feldherr imperial Wallenstein dispararam contra o castelo e causou-lhe grandes danos. no final da guerra, em 1648, o castelo de Münzenberg era um amontoado de destroços de basalto em ruína.
A reconstrução do castelo não estava no pensamento do governo dos Solms. Nos registos condais do período posterior a 1648 não existem quaisquer elementos para a construção ou medidas de conservação no castelo. No entanto, estiveram sujeitas a sanções várias pessoas que usaram o castelo como pedreira. O castelo caíu num estado de ruína .

### Conservação das ruínas

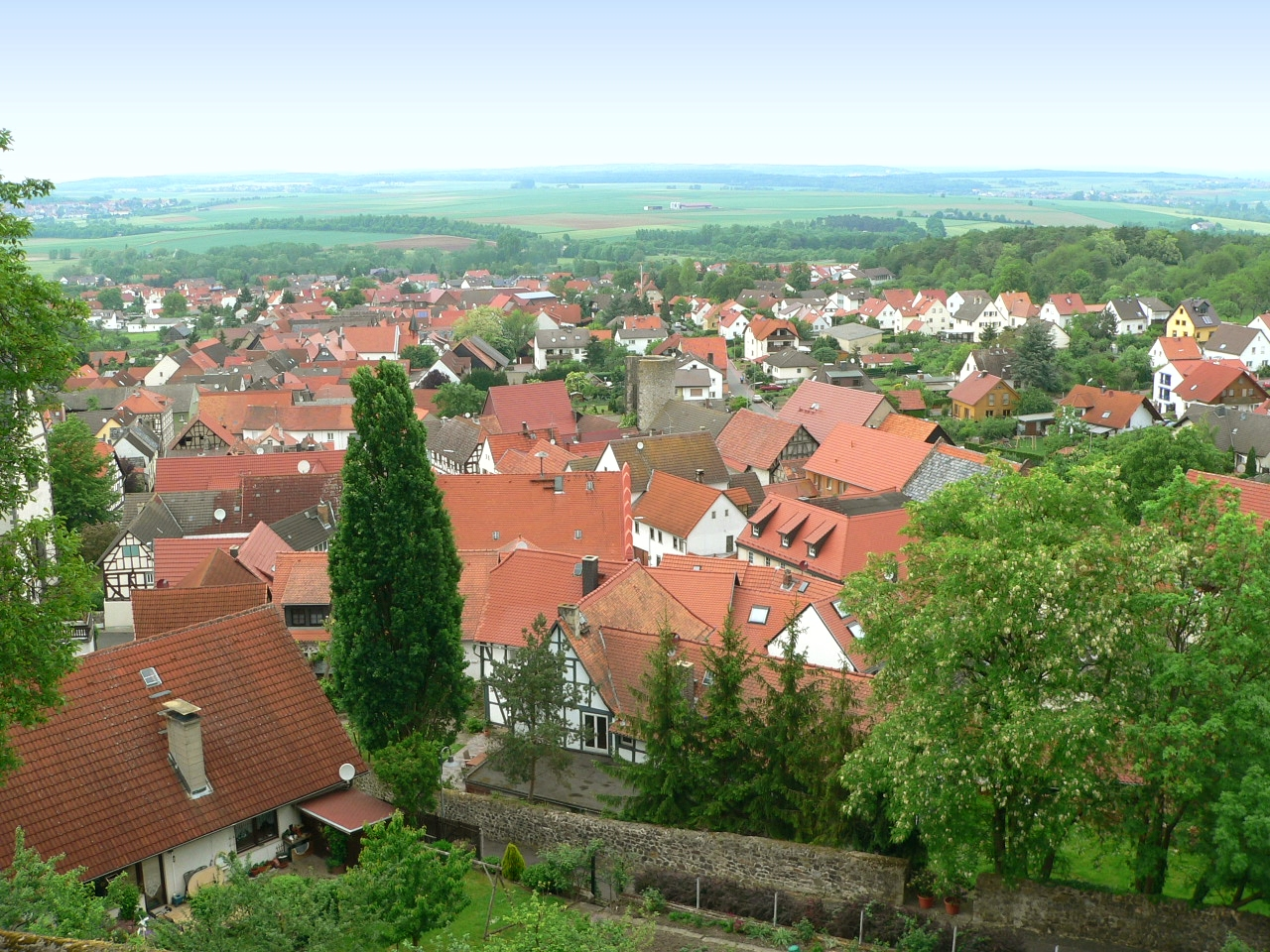
A cidade de Münzenberg vista das ameias do castelo

Em 1846 começaram obras de restauro de diversas partes do castelo e de protecção da alvenaria. A torre de menagem leste foi intervencionada só um ano depois. No entanto, foi deixado fora dos planos um "restauro romântico" previsto para o castelo. Depois de 1894 foram trocados elementos de construção danificados pelo tempo, como pilares das janelas. As peças originais retiradas foram conservadas num lapidário.

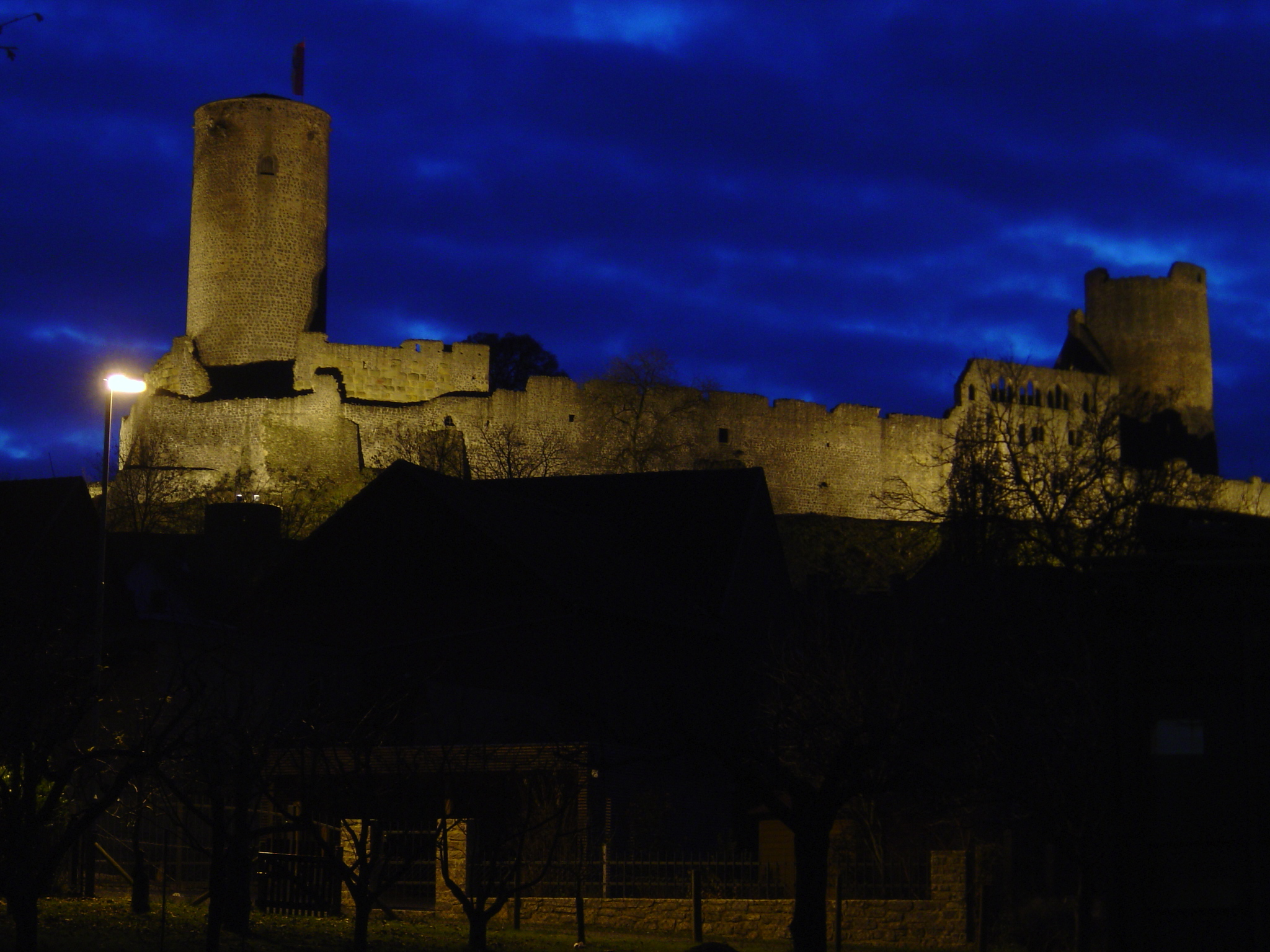
Vista nocturna do lado norte do castelo de Münzenberg

Por volta do ano 1900 foi reconstruída a janela sul do Edifício Falkenstein. 
Em 1935, o castelo entrou, finalmente, na posse do Estado do Hessen. A partir de 1960 foram realizados trabalhos de conservação na cozinha do período gótico tardio, sendo reconstruída, por exemplo, a impressionante chaminé. Também o quase circular adarve do castelo nuclear ficou novamente acessível.
As escavações realizadas com pouca atenção, por volta de 1960, pela protecção do património monumental (Denkmalschutze) trouxeram à luz partes do revestimento do antigo palácio, da torre leste e dos comuns do Edifício Falkenstein.

### Utilização actual
O castelo de Münzenberg não é devidamente explorado. Está aberto para os visitantes durante todo o ano de terça-feira a domingo. Os bilhetes de entrada são cobrados no momento que se entra no monumento.
No núcleo do castelo são encenadas peças de teatro ao ar livre como parte do Münzenberger Kultursommers ("Verão Cultural de Münzenberg"), promovido anualmente em Junho pela Verein Freundeskreis Burg & Stadt Münzenberg ("Associação dos Amigos do Castelo e Cidade de Münzenberg").
Em 1971, o castelo serviu como cenário para o filme "Liebe ist nur ein Wort" ("O amor é apenas uma palavra").

## Descrição

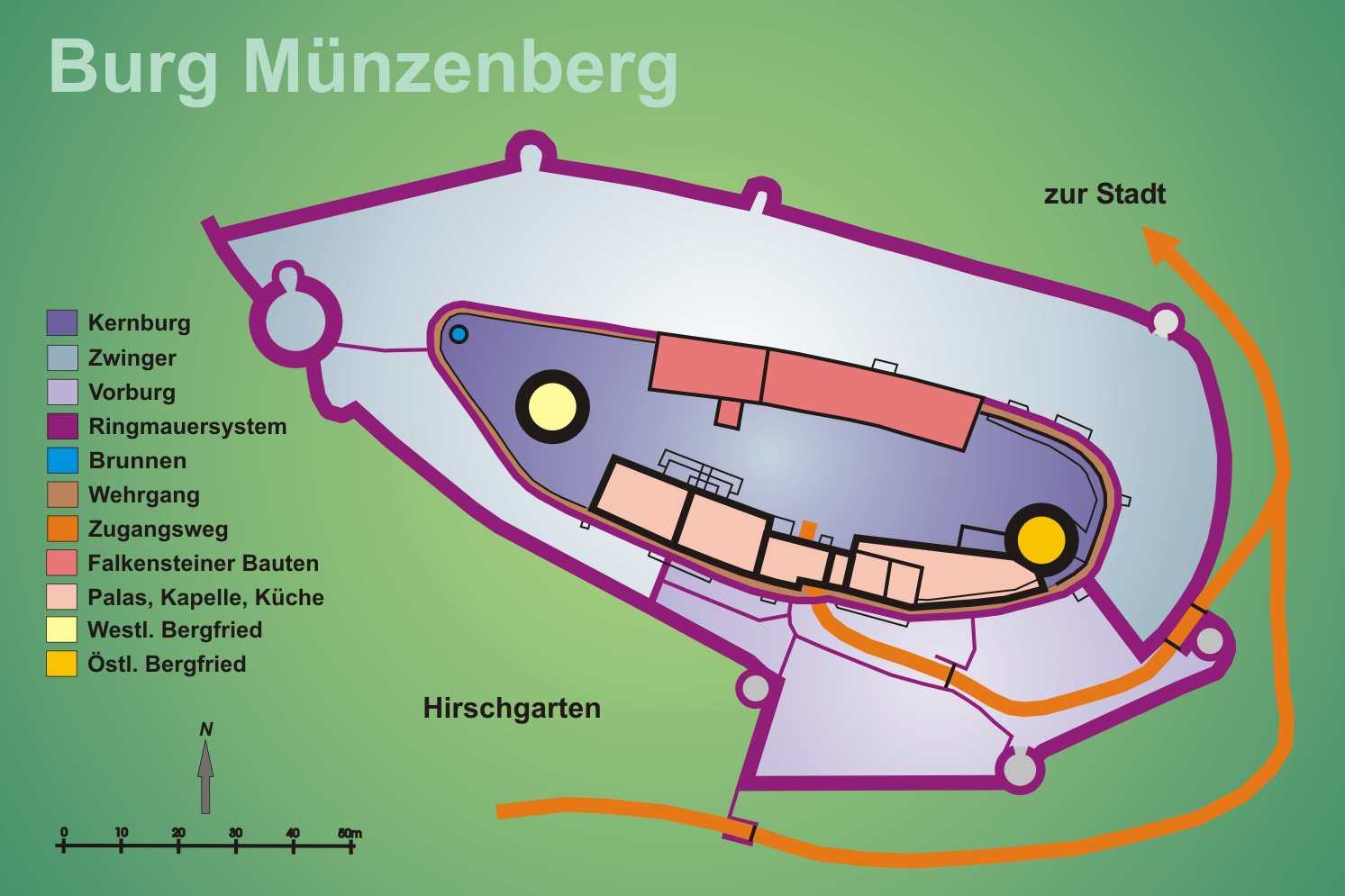
Planta do castelo de Münzenberg, onde se destacam o palácio (rosa claro) no lado sul e o Edifício Falkenstein (rosa escuro) no lado norte

Para a construção do castelo foi utilizado predominantemente arenito vermelho e amarelo, obtido nas pedreiras de Rockenberg, situadas a quatro quilómetros de distância, e colunas de basalto encontrado na própria montanha do castelo. Todos os cubos de projecção e adornos foram realizados a partir de blocos de arenito inseridos na alvenaria de basalto.

### Vorburgo ezwinger

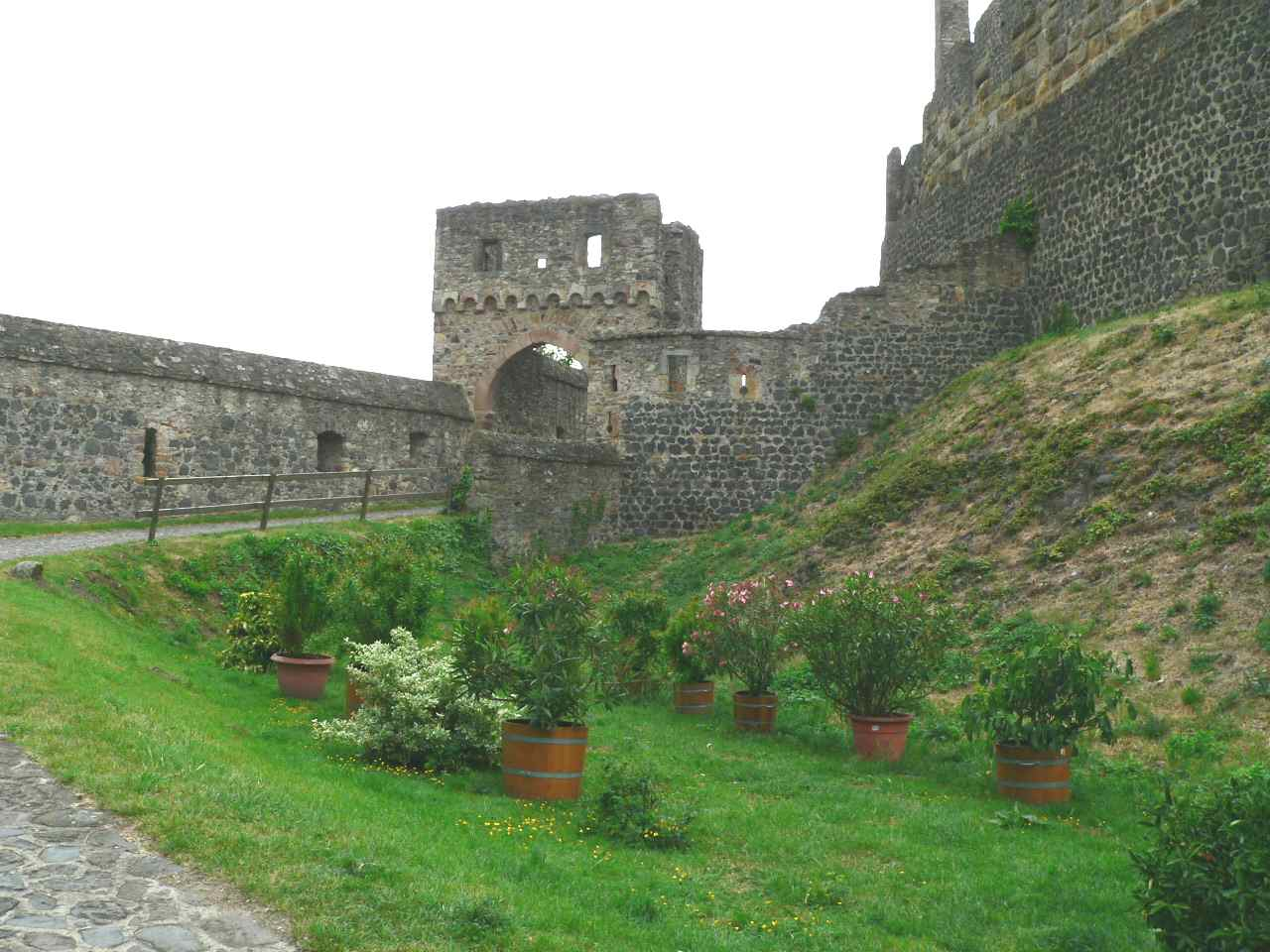
O Vorburgo e o Mittleres Tor (portão do meio)

Através do portão inferior das Pfortenhauses ("Portaria"), nas quais estão acomodadas actualmente as bilheteiras e uns sanitários modernos, entra-se no Vorburgo (Pátio de Entrada), que cerca o núcleo do castelo juntamente com os Zwinger sul e norte. O Zwinger e o Vorburgo datam do século XV e são puramente funcionais, sem qualquer decoração arquitectónica particular nas suas muralhas circulares e transversais. Estas deviam parar os ataques dos inimigos e colocá-los numa posição vulnerável. 
O elemento que mais se destaca é o Mittlere Tor (Portão do Meio), que divide o Vorburgo em duas metades aproximadamente iguais. Acima do arco ogival que serve a passagem encontra-se um friso apoiado em mísulas, com dez pequenos arcos de volta perfeita, acima do qual se abrem duas janelas rectangulares de observação, presumivelmente mencionadas em documentos mas que pertencia à já desaparecida Portenturm (Torre da Porta). A entrada principal do núcleo do castelo é feita do Mittlere Tor (Portão do Meio) para o Oberen Tor (Portão Superior), que, sob a capela do castelo, permite o acesso ao pátio interior.

### Vorwerk

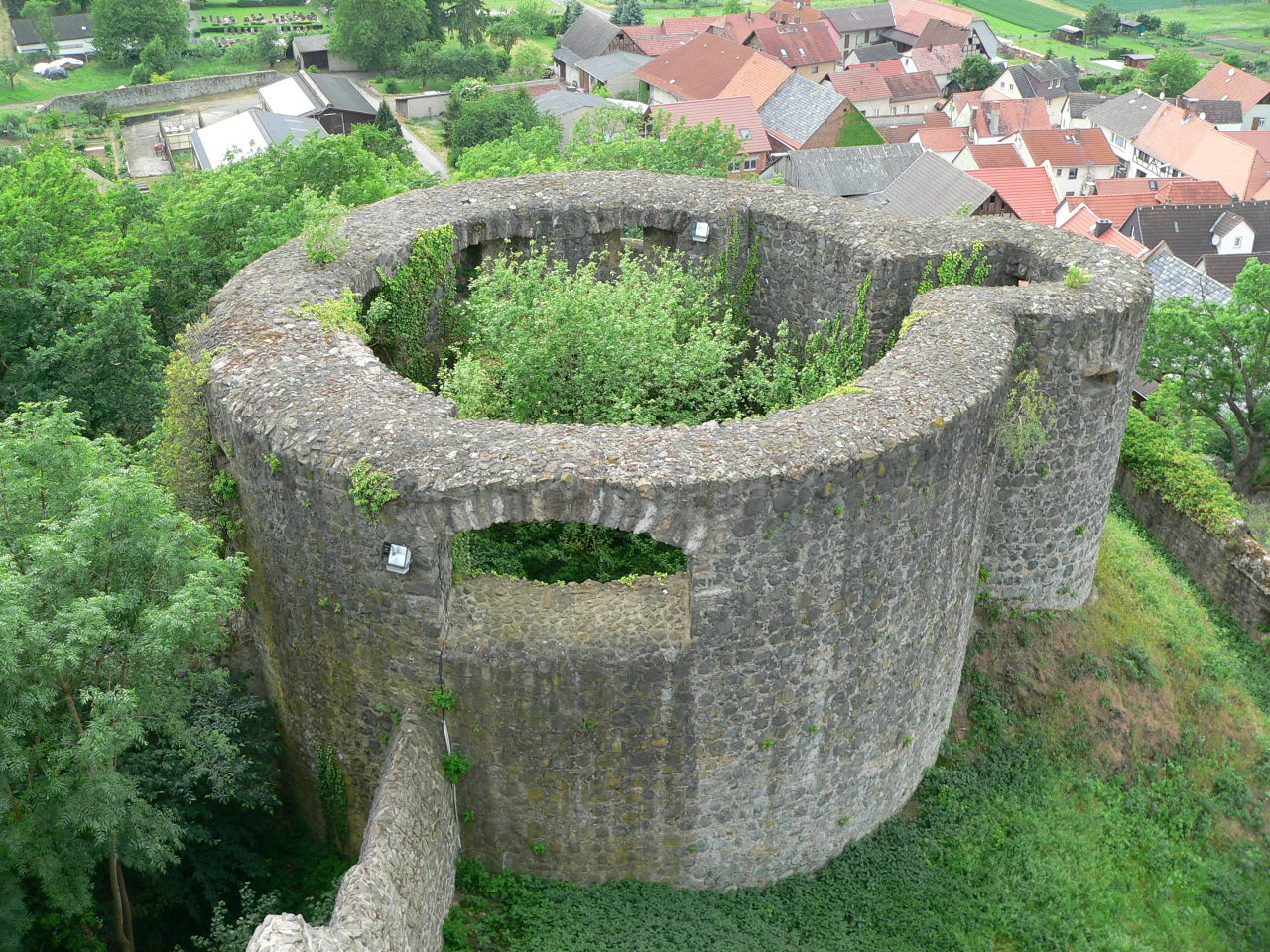
Batterieturm (Torre Bateria) na periferia do castelo de Münzenberg

Na intersecção entre os zwinger sul e norte na parte oeste da muralha externa está inserida, desde cerca de 1500, a Batterieturm, uma torre redonda e aberta no topo. Esta devia receber uma arma de artilharia pesada e representa a última adaptação estrutural do castelo à tecnologia militar contemporânea. 

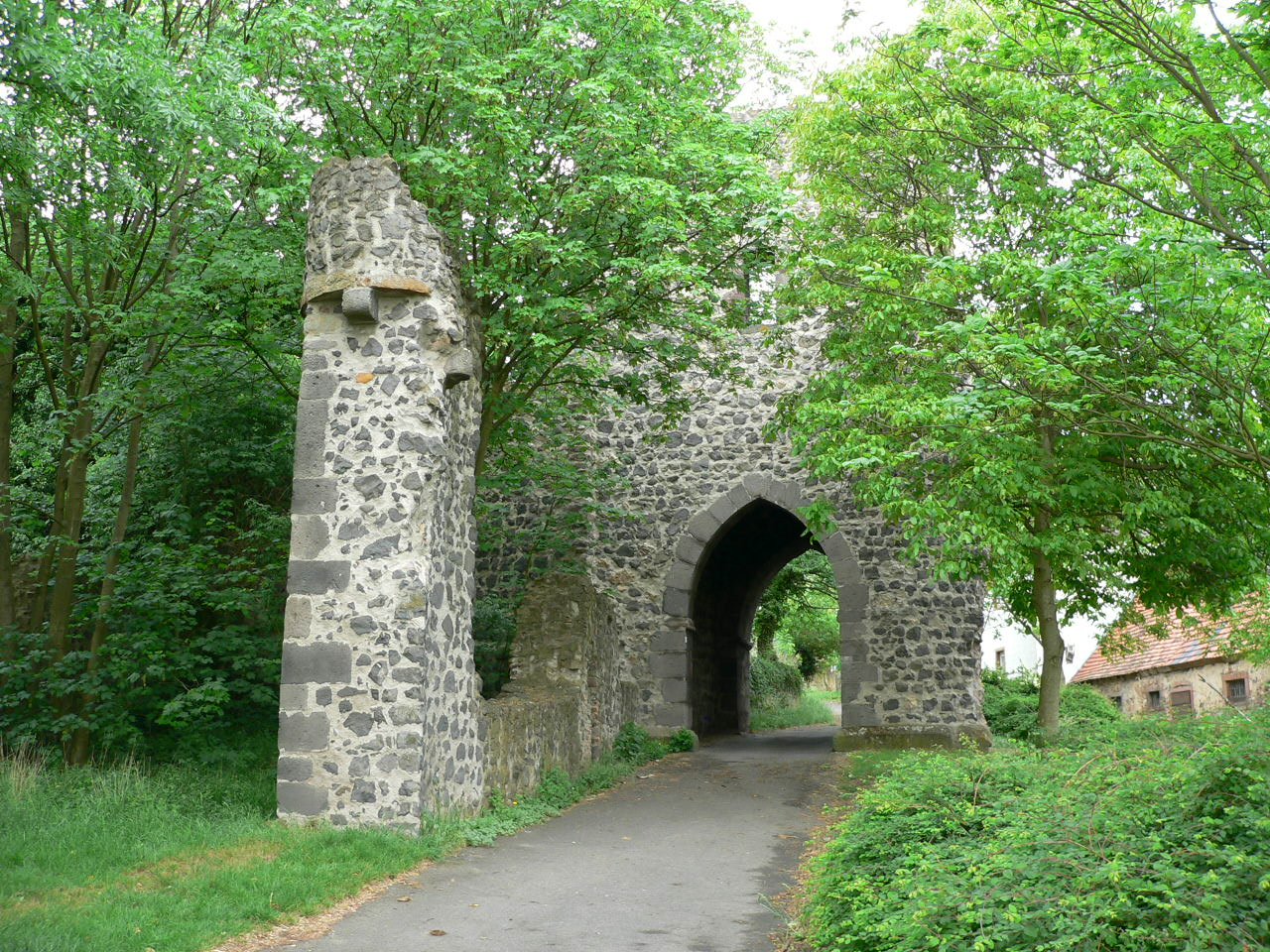
Arco em estilo gótico tardio no Hirschgarten (Jardim dos Veados) do castelo de Münzenberg

A fortificação da cantaria externa (vorwerk) também conta com as Schalentürme (torres abertas na face interior) incorporadas na muralha exterior. Estas possuiam brechas para permitir o disparo de armas de fogo e protegiam o levemente inclinado flanco norte do castelo e a sua entrada.
Também pertence ao Vorwerk um outro muro de protecção em frente da muralha exterior sul com uma entrada (vortor) em estilo gótico tardio, a qual permite o acesso directo ao castelo a partir da cidade pelo desabitado lado do campo e do Hattsteiner Hof localizado no sopé do Münzenberg. Do muro, que em parte também protegia o Hirschgarten (Jardim dos Veados), existem somente fragmentos, enquanto o gótico arco quebrado preserva o portão de entrada.

### Kernburg

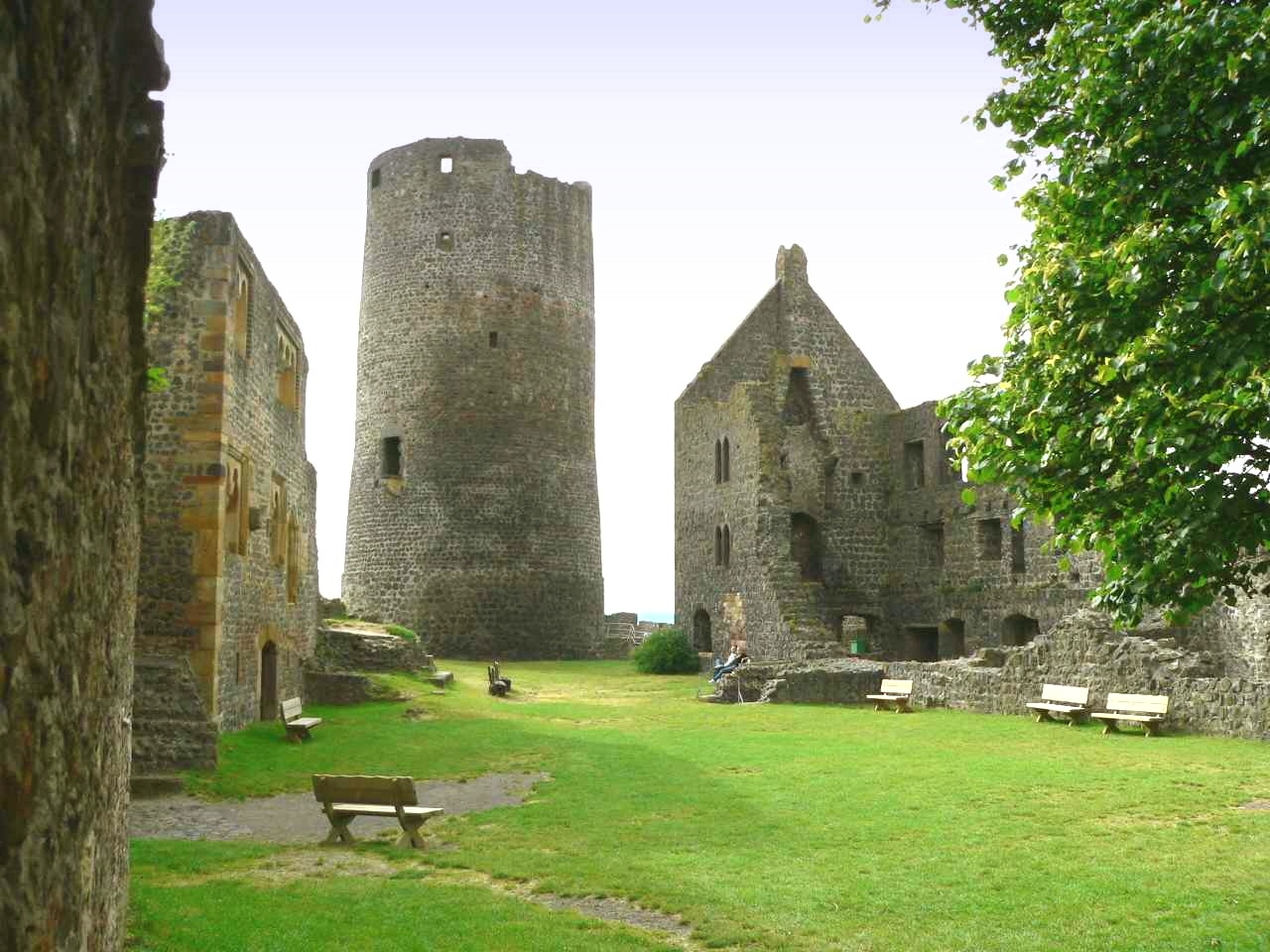
Kernburg (núcleo do castelo) - Pátio interno do Kernburg com a torre de menagem ocidental, o Münzenberger Palas (à esquerda) e o Falkensteinbau (à direita)

O pátio interior do Kernburg (Núcleo do Castelo) só pode ser alcançado pelo Obere Tor (Portão Superior) a partir do Vorburgo. A passagem é feita por uma abóbada de berço que atravessa obliquamente as sólidas muralhas sob a capela do castelo. A muralha que circundava a borda periférica, cuja estrutura se vê aqui claramente, consiste em primeiro lugar numa base de basalto com cerca de três metros de altura e num rusticado de arenito de até dez filas com 40 a 65 centímetros de altura e uma largura uniforme de dois centímetros. A grande lomba que se projecta até 30 centímetros sobre o bordo reforça a impressão defensiva, assim como os sóbrios merlões, embora estes tenham sido emparedados com a elevação da muralha com basalto pelos Falkenstein. Notável é uma parte saliente da parede sobre o portão. Este elemento enfatiza o coro da capela sobre o portão, sendo o seu acréscimo de um pavimento profano do século XIII a única pista visual da sua existência.
Quando se entra no amplo pátio interno, o lugar é dominado à direita e à esquerda pelas duas torres de menagem que dominam o conjunto, enquanto na área situada em frente repousam sobre as muralhas os restos das construções dos Falkenstein. À direita do portão-capela situa-se o palácio (Münzenberger Palas), enquanto à esquerda fica o edifício das cozinhas (Küchenbau) - chamada de área de serviço - com a sua imponente chaminé.

#### Münzenberger Palas

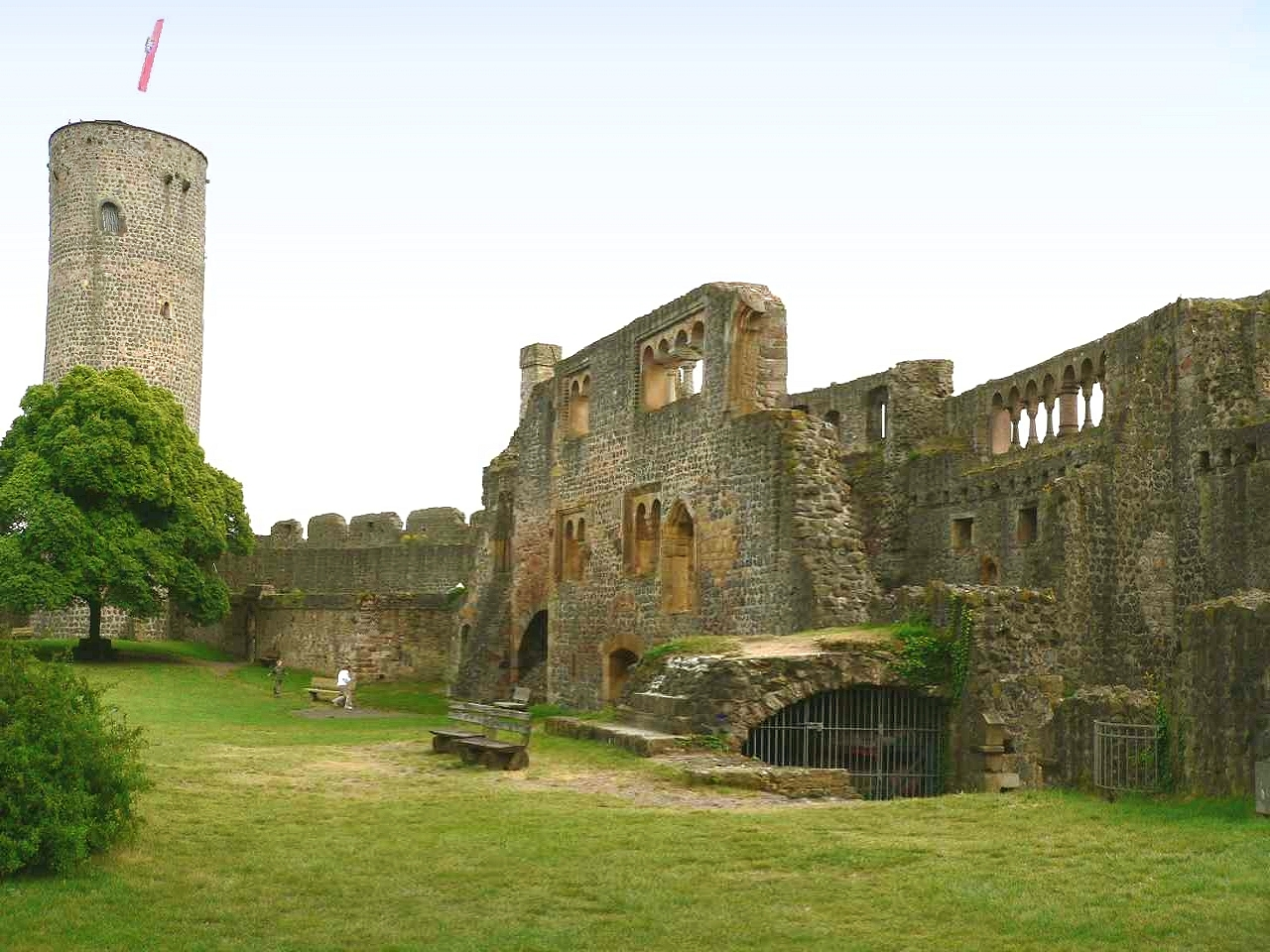
Aspecto geral do Münzenberger Palas, com a torre de menagem oriental ao fundo

Proveniente das origens do castelo, o Münzenberger Palas consiste numa parte oriental e noutra ocidental. Enquanto esta última só é reconhecível por algumas fundações e pelas imponentes paredes no lado do vale, a parte oriental está bem preservada. As frentes do pátio e do vale formam um antigo salão de três andares. No piso superior encontram-se, respectivamente, impressionantes sequências de oito, duas e quatro janelas arcadas com ricos adornos. Na fachada virada ao pátio, o primeiro andar possui duas (antes três) janelas duplas arcadas. Inicialmente, os dois pisos superiores estavam ligados por uma escadaria exterior de madeira e eram acedidos por portais em forma de trevo. O portal do piso mais baixo está completamente preservado, enquanto que do superior resta apenas um fragmento.
No interior do palácio encontram-se, no primeiro andar, ambas as consolas das lareiras originais dispendiosamente trabalhadas. Na vizinha zona leste existiam outras semelhantes ao mesmo nível. Estes dois espaços eram os únicos que dispunham de aquecimento. As salas ligadas que se situavam acima, com as amplas linhas de janelas arcadas, que não foram trabalhadas no fecho, só podiam ser usadas no verão.
A leste do portão-capela fixa-se o grande e austero Küchenbau, cujos restos, especialmente as altaneiras chaminés, sugerem a sua utilização como cozinha. No entanto, estas funções não estão fundamentadas. A partir daqui, pode subir-se uma escada moderna na torre de menagem oriental. Entre o Küchenbau e o edifício do portão-capela existe uma passagem de escada que dá acesso ao adarve.

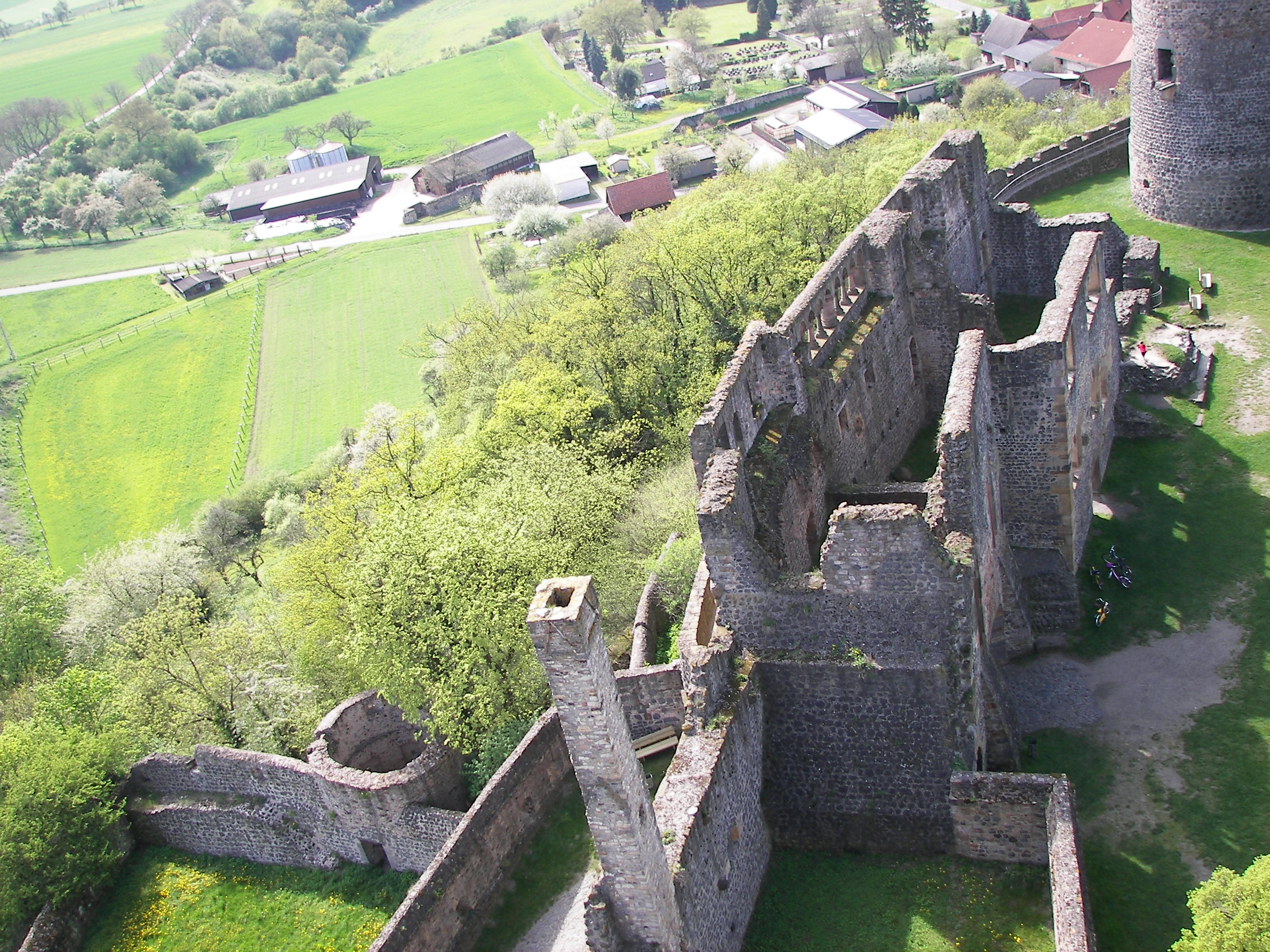
Vista aérea do Münzenberger Palas
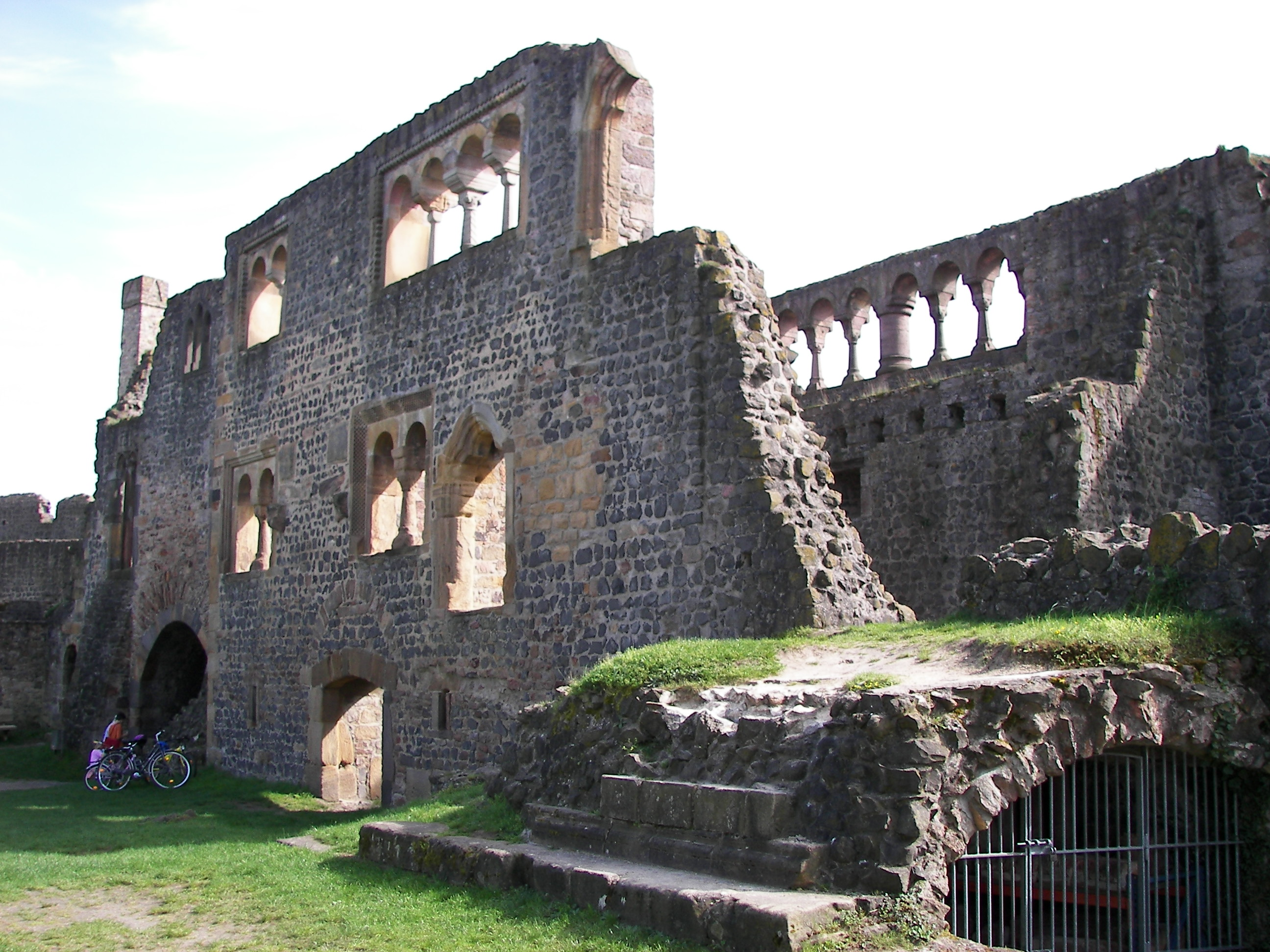
Aspecto geral do Münzenberger Palas
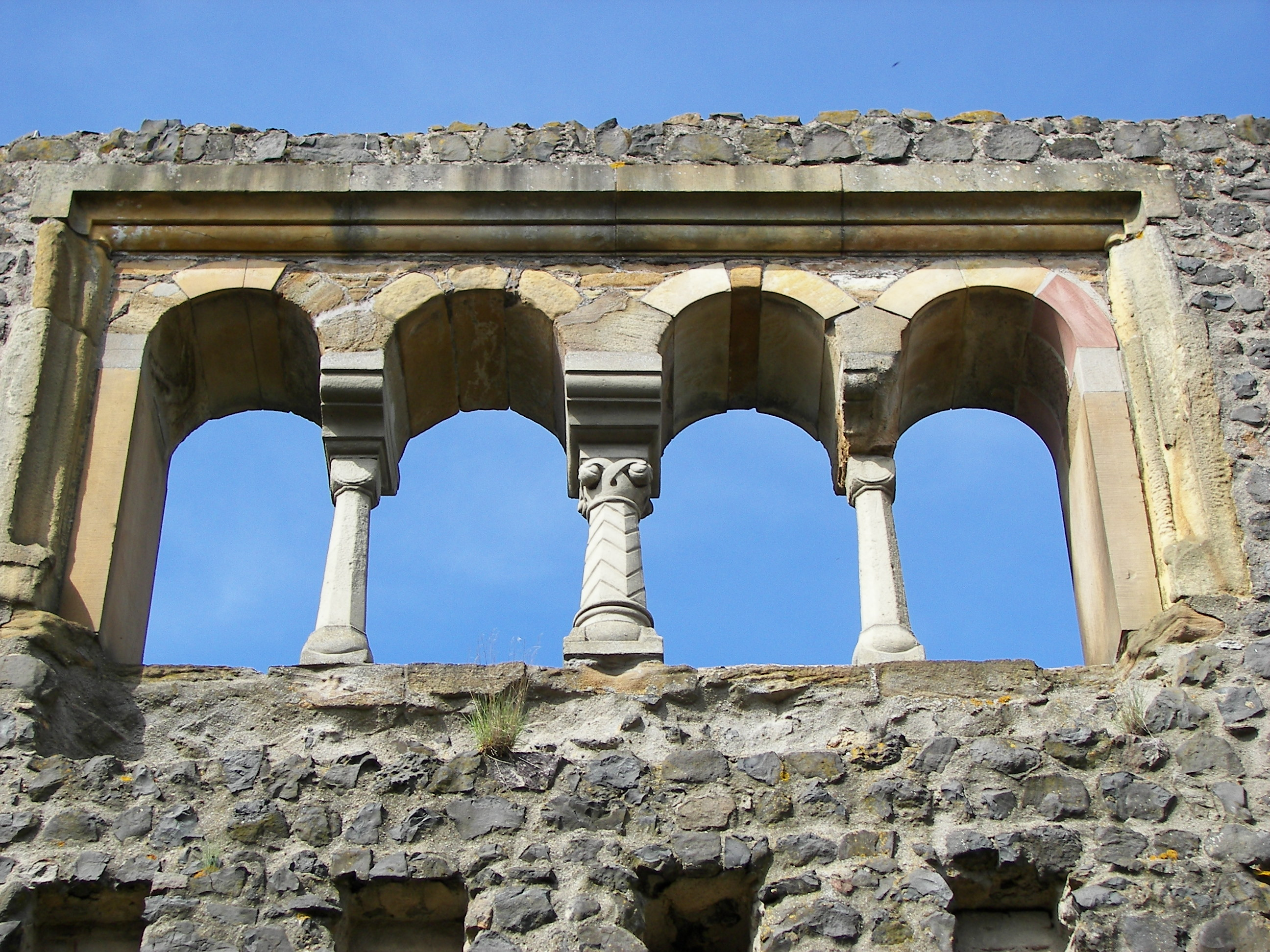
Janelas na fachada do Münzenberger Palas
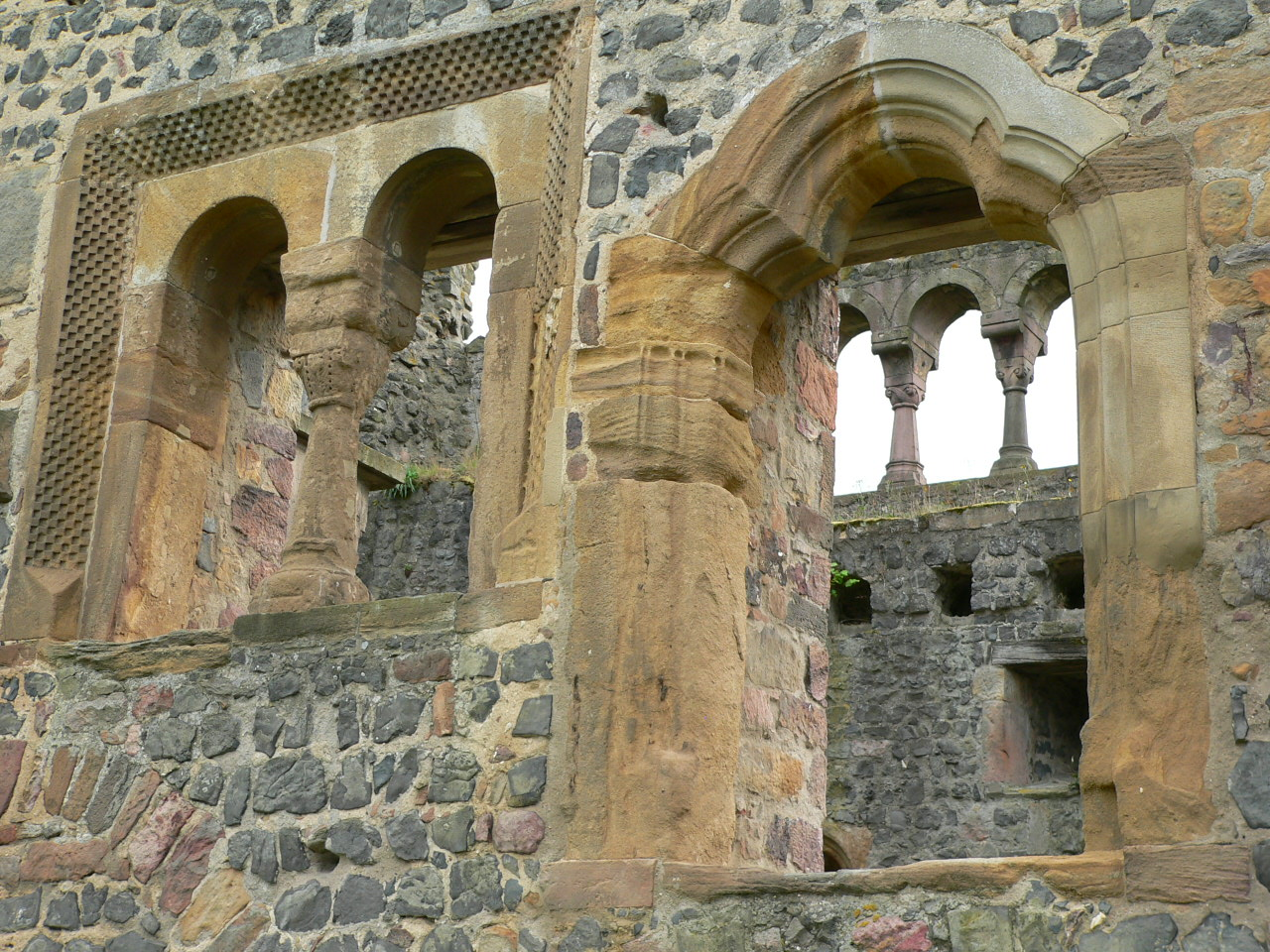
Janelas na fachada do Münzenberger Palas

#### Falkensteinbau

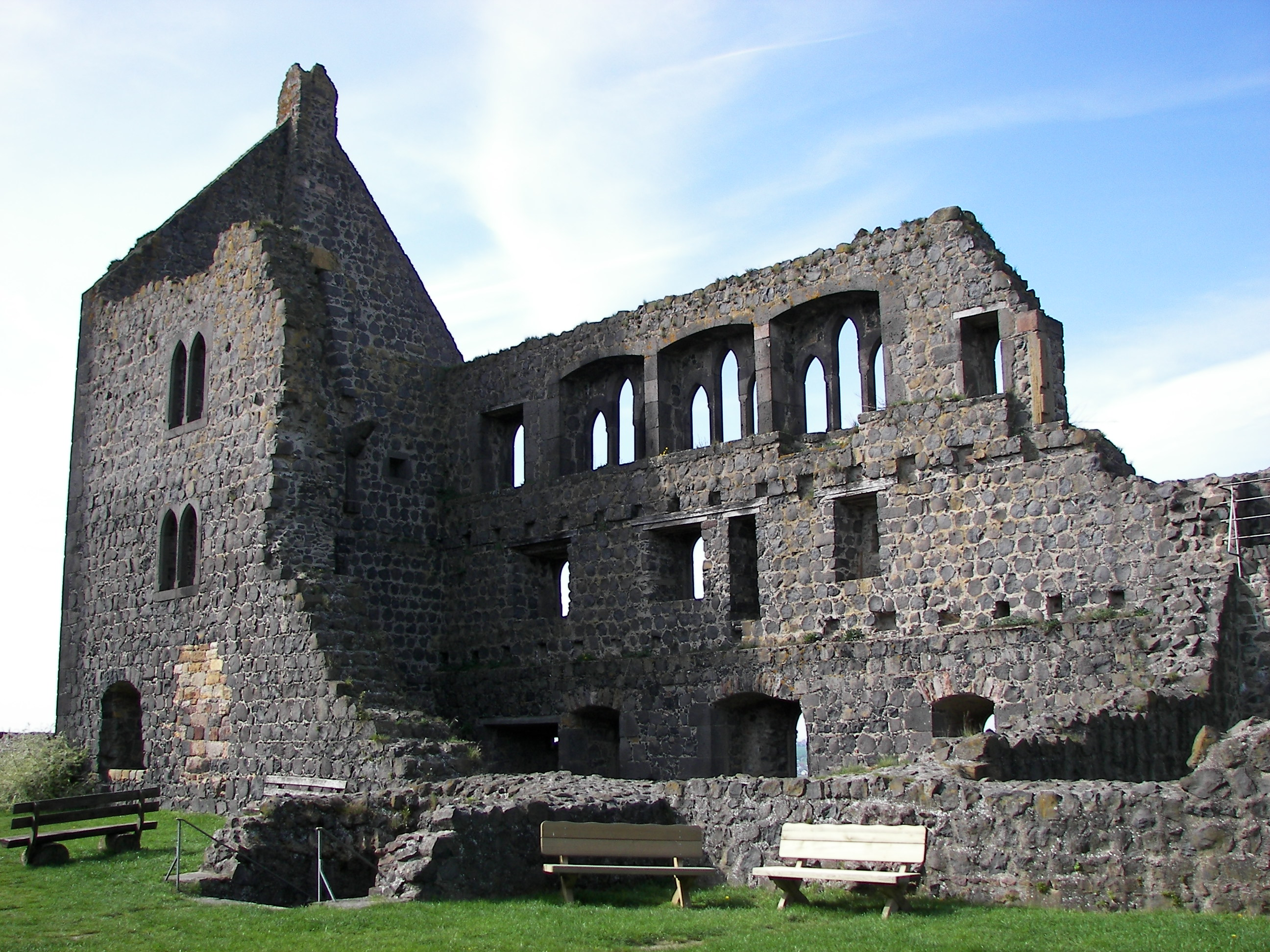
Aspecto geral do Falkensteinbau (Edifício Falkenstein)

Este palácio foi construído, em 1260, sob Philipp von Falkenstein no lado da cidade ao longo da muralha norte. Conservam-se as empenas das paredes traseira e ocidental, enquanto da fachada virada ao pátio e da empena oriental restam apenas fragmentos. No lado interior da empena ocidental, desprovida de janelas, existem duas lareias sobrepostas com uma chaminé comum. Uma pequena parte do lado do pátio foi reconstruida em 1900 e não apresenta necessariamente o seu antigo aspecto. Em contarpartida, a ricamente estruturada fachada traseira apresent-se na sua condição original. Particularmente dispendiosa é a fileira de janelas que se abre no piso superior. Três conjuntos de janelas triplas arcadas formam um conjunto fechado, com o arco da janela central de cada uma das séries a elevar-se acima das suas vizinhas. As arcadas são ladeadas do lado direito por uma simples e muito menor janela de arco apontado e do lado esquerdo por uma janela ornamentada de arcada dupla.
Uma escadaria direita abobadada, não acessível, conduzia sob a antiga fachada do pátio ao porão do Falkensteiner Bau.

#### Torres de menagem
Na primeira fase de construção, entre 1151 e 1156, a torre de menagem oriental era inicialmente mais baixa do que aparece actualmente aparecia. Em 1260 foi aumentada em mais um piso e coberta por um tecto pontiagudo, embora não tenha sobrevivido à Guerra dos Trinta Anos. A entrada elevada situa-se a dez metros de altura, estando agora acessível através duma escada externa que se eleva em três tramos. No piso de entrada, a parede tem uma espessura de 3,40 metros. A torre, com quase 29 metros de altura, possui um diâmetro de quase 12 metros e na área da porta tem um diâmetro interno de 5,20 metros.  
A torre ocidental, erguida em 1260, também tem a sua entrada situada a dez metros de altura, mas não está acessível ao público. A torre cilíndrica, levemente afilada para cima, também foi posteriormente aumentada e recebeu um telhado cónico, tal como a torre leste, mas provavelmente só em 1500 .

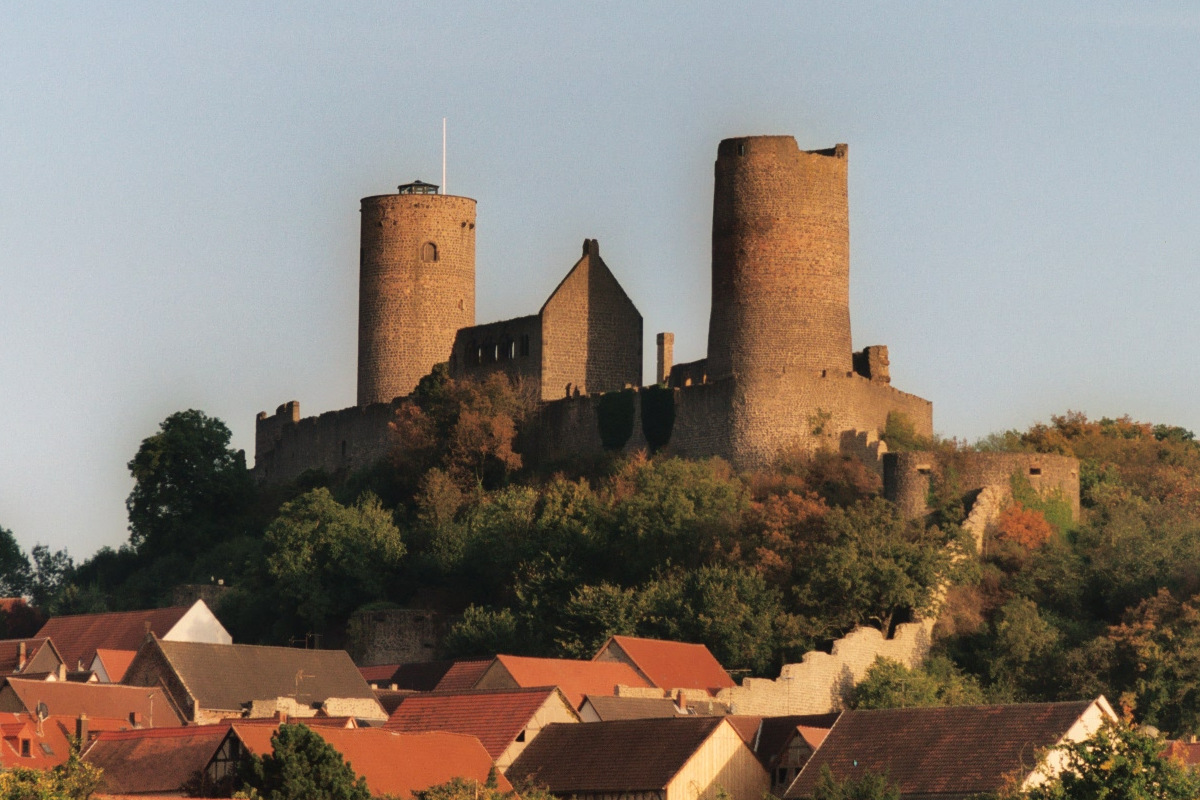
Ruínas do castelo de Münzenberg com as duas torres de menagem em evidência
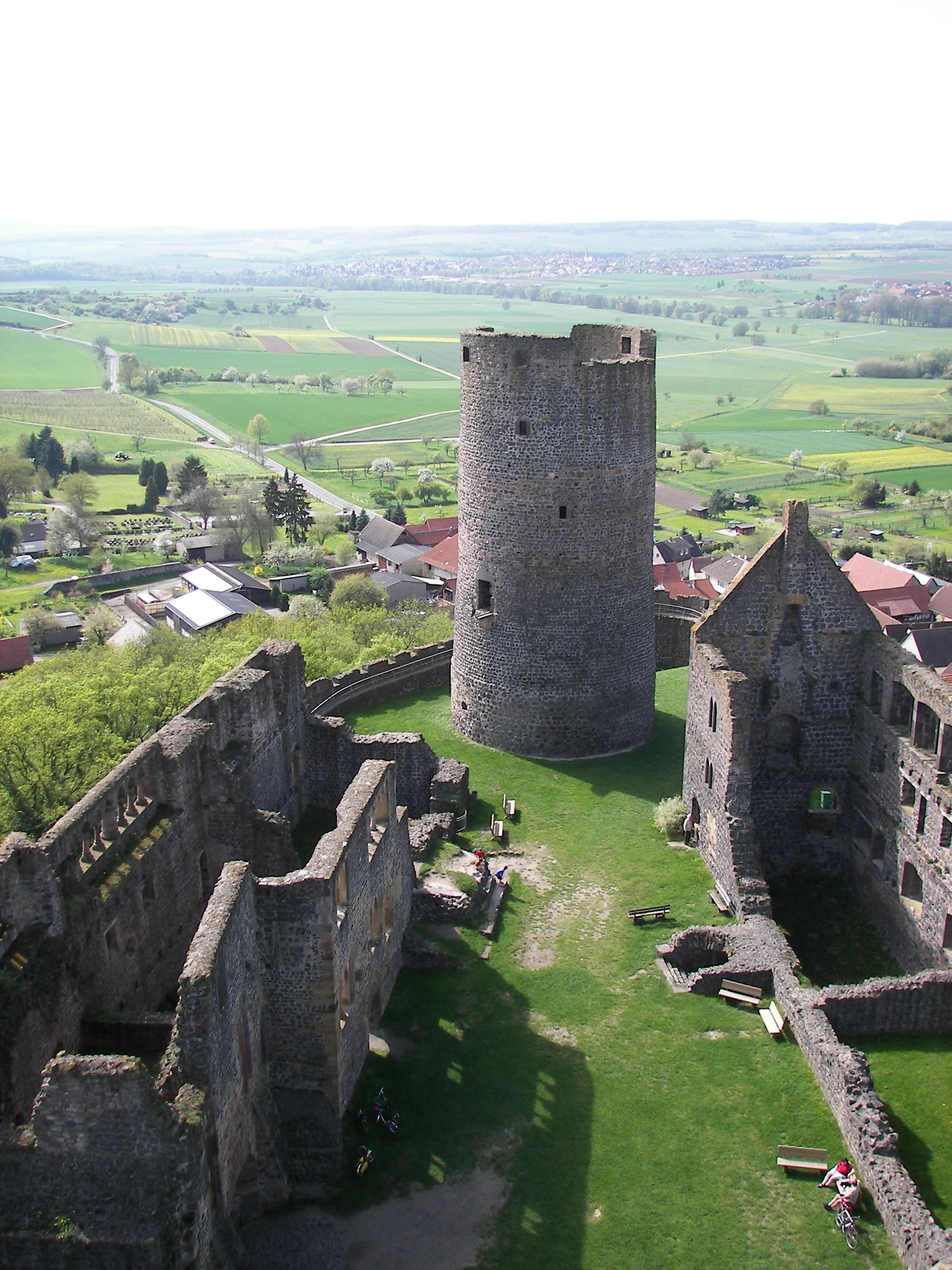
Torre ocidental, com o Münzenberger Palas à esquerda e o Falkensteinbau à direita
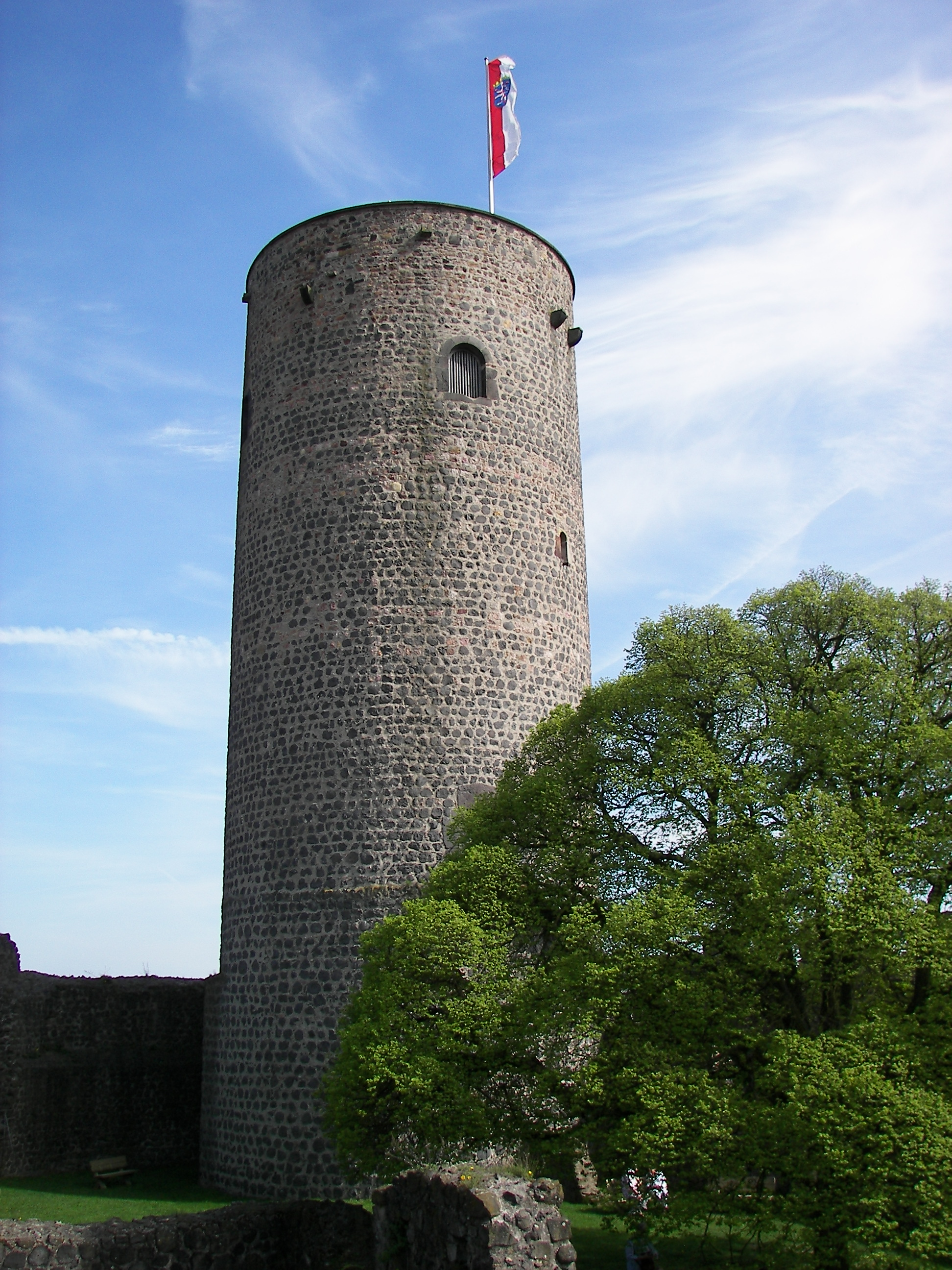
Torre Oriental
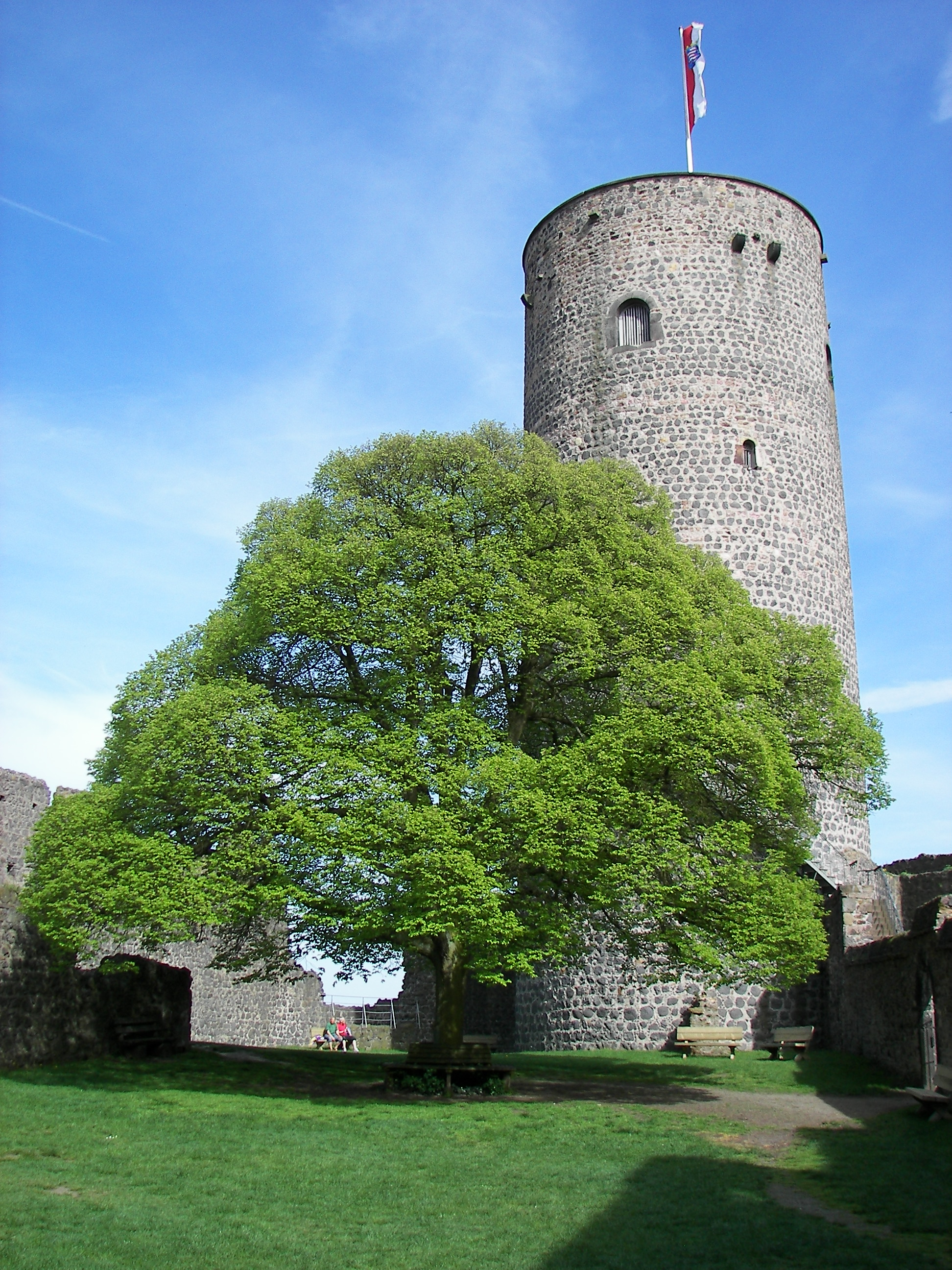
Torre Oriental
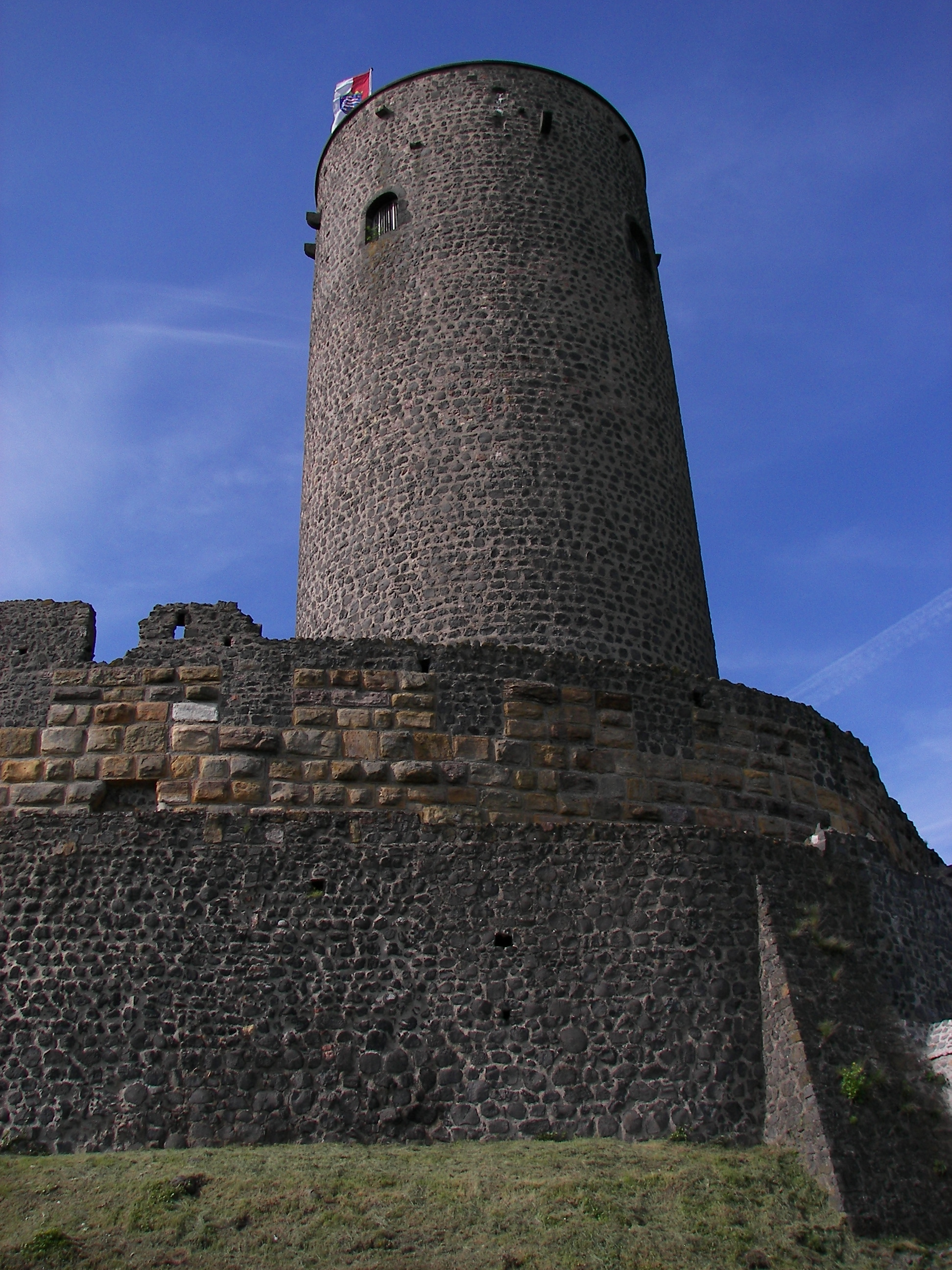
Torre Oriental

## Literatura

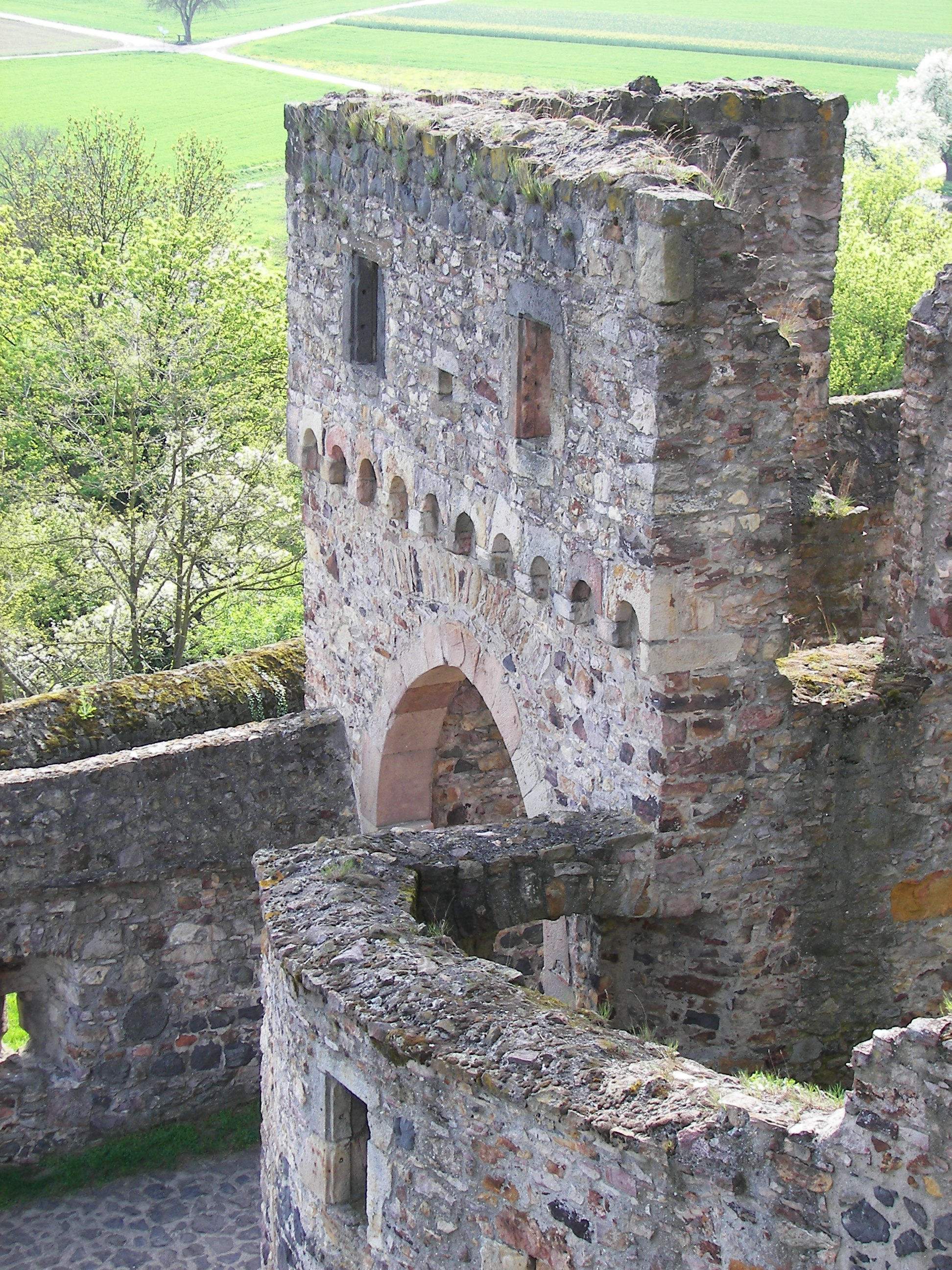
O Mitteltor (Portão do Meio)

- Rudolf Adamy: Kunstdenkmäler im Grossherzogthum Hessen... - Provinz Oberhessen, Kreis Friedberg / Mitarb.: (Carl Bronner), Bergstraesser, Darmstadt 1895
- Günther Binding: Burg Münzenberg, eine staufische Burganlage, Bona 1963
- Karl Gruber e Waldemar Küther: Minzinberg – Burg, Stadt und Kirche, Walltor, Gießen 1968
- Bettina Jost: Burgruine Münzenberg – Adelsburg der Stauferzeit, Edição da Administração dos Palácios e Jardins de Hessen, Brochura 9, Schnell und Steiner, Regensburg 2000, ISBN 3-7954-1285-4
- Hans Otto Keunecke: Die Münzenberger - Quellen und Studien zur Emancipation einer Reichsdienstmannenfamilie, Darmstadt; Marburg 1978 (fontes e pesquisa sobre a história de Hessen; 35)
- Petra e Uwe Müller (Ed.): Münzenberg - Heimat im Schatten der Burg, 750 Jahre Stadtrechte Münzenberg 1245-1995, Münzenberg 1995, ISBN 3-9804269-0-4
- Heinz Wionski: Kulturdenkmäler in Hessen - Wetteraukreis, Teilbd.2, Theiss, Estugarda 1999, ISBN 3-528-06227-4
- Gerd Strickhausen: Burgen der Ludowinger in Thüringen, Hessen und dem Rheinland. Studien zu Architektur und Landesherrschaft im Hochmittelalter. Darmstadt, Marburg 1998, pp. 258 – 261.